# انضمام مقدونيا الشمالية إلى الاتحاد الأوروبي

الاتحاد الأوروبي باللون الأخضر بينما مقدونيا الشمالية باللون البرتقالي

إن انضمام مقدونيا الشمالية (جمهورية مقدونيا سابقًا) إلى الاتحاد الأوروبي في جدول الأعمال الحالي لتوسيع الاتحاد الأوروبي في المستقبل منذ عام 2005، عندما أصبحت مرشحًا للانضمام. قدمت مقدونيا طلب العضوية في عام 2004، أي بعد ثلاثة عشر عامًا من استقلالها عن يوغوسلافيا. وهي واحدة من خمس دول مرشحة حاليًا للانضمام إلى الاتحاد الأوروبي، إلى جانب ألبانيا والجبل الأسود وصربيا وتركيا. أعطى الاتحاد الأوروبي موافقته الرسمية على بدء محادثات الانضمام مع مقدونيا الشمالية وألبانيا في مارس 2020. ومع ذلك، في تشرين الثاني (نوفمبر) 2020، أوقفت بلغاريا البدء الرسمي لمفاوضات انضمام مقدونيا الشمالية إلى الاتحاد الأوروبي بسبب التقدم البطيء في تنفيذ معاهدة الصداقة لعام 2017 بين البلدين، وخطاب الكراهية المدعوم من الدولة، ومطالبات الأقليات تجاه بلغاريا.

## التاريخ
بدأت مقدونيا عمليتها الرسمية للتقارب مع الاتحاد الأوروبي في عام 2000، من خلال الشروع في مفاوضات اتفاقية الاستقرار والمشاركة (SAA) في الاتحاد الأوروبي، وأصبحت أول دولة خارج الاتحاد الأوروبي في البلقان توقع اتفاقية الاستقرار والمشاركة (SAA) في 9 أبريل 2001 في لوكسمبورغ. صدق البرلمان المقدوني على الاتفاقية في 12 أبريل 2001 ودخلت حيز التنفيذ في 1 أبريل 2004.
في 22 مارس 2004، قدمت مقدونيا طلب لعضوية الاتحاد الأوروبي. في 6 سبتمبر 2004، تبنت الحكومة المقدونية إستراتيجية وطنية للتكامل الأوروبي، بدعم من برلمان البلاد من خلال المفوضية الأوروبية للقضايا. بدأت الحكومة بعد ذلك إجراءات الرد على استبيان المفوضية الأوروبية بشأن أدائها استعدادًا للعضوية وفقًا لمعايير كوبنهاغن، وانتهت العملية بحلول 31 يناير 2005. منح المجلس الأوروبي رسميًا وضع مرشح في 17 ديسمبر 2005، بعد مراجعة وتوصية إيجابية للترشح من قبل المفوضية الأوروبية.
بعد حل نزاع التسمية مع اليونان في عام 2019، كان من المتوقع أن تبدأ مفاوضات الانضمام في نفس العام، ولكن في يونيو 2019 قرر مجلس الشؤون العامة للاتحاد الأوروبي تأجيل القرار إلى أكتوبر، بسبب اعتراضات عدد من الدول بما في ذلك هولندا وفرنسا. استخدمت فرنسا حق النقض ضد القرار مرة أخرى في أكتوبر. في 25 مارس 2020، قرر مجلس الاتحاد الأوروبي فتح مفاوضات الانضمام، والتي وافق عليها المجلس الأوروبي في اليوم التالي. ومع ذلك، في 17 نوفمبر 2020، منعت بلغاريا البدء الرسمي لمحادثات الانضمام مع البلاد. من المتوقع الآن أن تقدم مقدونيا الشمالية مزيدًا من الضمانات لبلغاريا، بأنها ستبقى على معاهدة صداقة 2017 مع صوفيا، والتي تتناول القضايا التاريخية الشائكة.

### نزاع الاسم مع اليونان
كانت العقبة الرئيسية أمام عملية الانضمام هي اعتراض اليونان على اسم الدولة الذي لم يتم حله، حيث جادلت اليونان بأن هذا يعني ضمناً طموحات إقليمية تجاه مقاطعة مقدونيا الشمالية في اليونان. في حين فضل البلد أن يطلق عليه اسمه الدستوري وهو جمهورية مقدونيا، الاتحاد الأوروبي اعترافًا منه بالشواغل التي أثارتها اليونان، حافظ على ممارسة الاعتراف بها فقط باعتبارها "جمهورية مقدونيا اليوغوسلافية السابقة"، وهو حل وسط "مؤقت" مرجع "قدمته الأمم المتحدة في عام 1993. اليونان، مثل أي دولة أخرى في الاتحاد الأوروبي، لديها حق النقض ضد الانضمام الجديد، ومنعت انضمام مقدونيا بسبب الخلاف على التسمية.
في 12 يونيو 2018، تم التوصل إلى اتفاق بين رئيس الوزراء اليوناني أليكسيس تسيبراس ونظيره المقدوني زوران زاييف، المعروف باتفاقية بريسبا، والتي بموجبها سيتم تغيير اسم البلاد إلى «جمهورية مقدونيا الشمالية». كجزء من هذه الصفقة، سحبت اليونان معارضتها السابقة، مما سمح للاتحاد الأوروبي بالموافقة في 26 يونيو 2018 على طريق لبدء محادثات الانضمام.

### خلاف تاريخي ولغوي مع بلغاريا
على الرغم من أن بلغاريا كانت الدولة الأولى التي اعترفت باستقلال جمهورية مقدونيا آنذاك، فإن معظم الأكاديميين وكذلك عامة الناس، لا يعترفون باللغة والأمة المقدونية التي تشكلت بعد الحرب العالمية الثانية على أنها منفصلة عن اللغة والأمة البلغارية. يعتبر بعض السياسيين المقدونيين الشماليين أن الأراضي البلغارية جزء من مقدونيا الكبرى، مدعين أن غالبية السكان هناك مضطهدون من أصل مقدوني. وقعت مقدونيا وبلغاريا معاهدة صداقة لتحسين العلاقات المعقدة بينهما في أغسطس 2017. تم تشكيل لجنة مشتركة حول القضايا التاريخية والتعليمية في عام 2018 لتكون بمثابة منتدى يمكن من خلاله طرح ومناقشة القضايا التاريخية والتعليمية المثيرة للجدل. وبحسب التقارير فإن هذه اللجنة لم تحرز سوى تقدم طفيف في عملها لمدة عام واحد. في أكتوبر 2019، حددت بلغاريا «موقفًا إطاريًا» يحذر من أنها ستعرقل عملية الانضمام ما لم تستوف مقدونيا عددًا من المطالب المتعلقة بما تعتبره بلغاريا «أيديولوجية مناهضة لبلغاريا» في البلاد، وأيضاً على «عملية بناء الدولة الجارية» القائمة على النفي التاريخي للهوية البلغارية والثقافة والتراث في منطقة مقدونيا. يزعم السياسيون البلغاريون أن مقدونيا الشمالية لا تزال الدولة الوحيدة في الناتو، والمرشحة للانضمام إلى الاتحاد الأوروبي، التي لاتزال تعتمد سياستها على العقائد الشيوعية التاريخية واللغوية التي قبلتها ASNOM.
في سبتمبر 2020، أرسلت بلغاريا مذكرة توضيحية إلى مجلس الاتحاد الأوروبي تحتوي على موقفها الإطاري بشأن انضمام مقدونيا الشمالية.
في 17 نوفمبر 2020، رفضت بلغاريا الموافقة على مفاوضات الاتحاد الأوروبي لمقدونيا الشمالية، مما أدى فعليًا إلى عرقلة البدء الرسمي لمحادثات الانضمام مع هذا البلد.

## السياسة الداخلية

### تمويل الاتحاد الأوروبي
تتلقى مقدونيا الشمالية حاليًا 1.3 مليار يورو من أداة المساعدة قبل الانضمام، وهي آلية تمويل للبلدان المرشحة للانضمام إلى الاتحاد الأوروبي.

### حملة
شعار الحكومة للترشح هو «الشمس هي أيضاً نجم»، في إشارة إلى الشمس في علم مقدونيا الشمالية التي تُعرض بين النجوم الأخرى في علم أوروبا الاتحاد الأوروبي.

### الهيكلة الحكومية
أنشأت حكومة مقدونيا الشمالية بنية تحتية إدارية لعملية التكامل الأوروبي على أساس ورقة تم تبنيها في عام 1997 تحت عنوان «الأسس الاستراتيجية لجمهورية [شمال] مقدونيا لتحقيق عضوية الاتحاد الأوروبي». وتتكون من المؤسسات التالية:
- تلعب لجنة التكامل الأوروبي الأطلسي دورًا مركزيًا في صنع القرار لسياسات الدولة في عملية التكامل الأوروبي. يرأسها رئيس الوزراء وأعضاء من بينهم نواب رئيس الوزراء، وجميع الوزراء في الحكومة، وحاكم البنك الوطني لمقدونيا الشمالية، ورئيس الأكاديمية المقدونية للعلوم والفنون.
- لجنة العمل من أجل التكامل الأوروبي لحكومة جمهورية مقدونيا (WCEI) - يرأسها نواب رئيس الوزراء المسؤولون عن تكامل الاتحاد الأوروبي، ونائبه هو وزير الاقتصاد. الأعضاء هم أمناء من جميع الوزارات. وهي هيئة تشغيلية مشتركة بين الوزارات تحدد أساليب وديناميات تنفيذ القرارات الإستراتيجية والمبادئ التوجيهية السياسية وأولويات الحكومة، فضلاً عن رصد تحقيق المهام الملموسة.
- نائب رئيس الحكومة مسؤول عن التكامل الأوروبي كمركز لإدارة وتنسيق الجزء التشغيلي من عملية التكامل. دعمها وخدمتها هو قطاع التكامل الأوروبي داخل الأمانة العامة لحكومة جمهورية مقدونيا اليوغوسلافية السابقة.
- تم تكليف قطاع التكامل الأوروبي داخل حكومة الجمهورية بمهمة تنظيم وتنسيق ومزامنة عملية تكامل الاتحاد الأوروبي. يتم تنظيمها في سبع وحدات مسؤولة عن تقريب التشريعات الوطنية مع تشريعات الاتحاد الأوروبي، وترجمة قوانين الاتحاد الأوروبي، وبناء المؤسسات، ودعم WCEI، وتنسيق المساعدة الأجنبية والمعلومات للجمهور الأوسع حول الاتحاد الأوروبي وعملية التكامل الأوروبي.
- الإدارات / القطاعات / وحدات التكامل الأوروبي داخل الوزارات لها هيكل واختصاصات مماثلة للقطاع المركزي للتكامل الأوروبي داخل الحكومة، باعتباره حلقة وصل رئيسية في البنية التحتية المؤسسية.
- وزارة الشؤون الخارجية هي المسؤولة عن الاتصالات مع هياكل الاتحاد الأوروبي من خلال بعثة جمهورية مقدونيا اليوغوسلافية السابقة في بروكسل، وجمع المعلومات الصحيحة وفي الوقت المناسب التي لها تأثير على عملية التكامل وتقديم وجهات النظر والمواقف الموحدة في الهياكل الأوروبية.

المؤسسات الأخرى التي تدعم عملية التكامل في الاتحاد الأوروبي هي التالية:
- مجلس الجمهورية ولجنته للقضايا الأوروبية
- أمانة التشريع
- الأمانة العامة للحكومة
- اللجنة الفرعية التابعة لـ WCEI لتقريب التشريعات مع مجموعات العمل التابعة لها

### المشاعر العرقية الألبانية
إن المشاعر السائدة بين ذوي الأصل الألباني في مقدونيا الشمالية مؤيدة بقوة للاتحاد الأوروبي.

### عملية تحرير التأشيرات
في 1 يناير 2008، دخلت اتفاقيات تيسير التأشيرة وإعادة القبول بين مقدونيا والاتحاد الأوروبي حيز التنفيذ. بدأت مقدونيا حوارًا حول تحرير التأشيرات مع الاتحاد الأوروبي في فبراير 2008 وتمت إضافتها إلى قائمة المواطنين المعفيين من التأشيرة في 19 ديسمبر 2009، مما سمح لمواطنيهم بدخول منطقة شنغن وبلغاريا وقبرص ورومانيا بدون تأشيرة عند السفر بجوازات السفر البيومترية.